# ADC Juan Pablo II College
Asociación Deportiva Cultural Juan Pablo II College – peruwiański klub piłki nożnej z siedzibą w Chongoyape (Region Lambayeque), założony w 2015 roku. Od sezonu 2025 występuje w Primera División Peruana. Klub herbem i nazwą nawiązuje do papieża Jana Pawła II.

## Obecny skład
Stan na 2 kwietnia 2025
| Nr | Poz. | Piłkarz           |
| -- | ---- | ----------------- |
| 1  | BR   | Jorge Stucchi     |
| 3  | OB   | Arón Sánchez      |
| 5  | OB   | Martin Peralta    |
| 6  | PO   | Christhian Flores |
| 7  | NA   | Rely Fernández    |
| 8  | NA   | Tiago Cantoro     |
| 9  | NA   | Emiliano Villar   |
| 10 | NA   | Cristhian Tizón   |
| 11 | PO   | Gustavo Aliaga    |
| 12 | BR   | Ismael Quispe     |
| 13 | NA   | Nahuel Rodriguez  |
| 16 | OB   | Josué Canova      |
| 17 | NA   | Adriano Espinoza  |

| Nr | Poz. | Piłkarz          |
| -- | ---- | ---------------- |
| 19 | NA   | Randy Ramirez    |
| 20 | NA   | Fabrizio Roca    |
| 23 | BR   | Matias Vega      |
| 24 | PO   | Gustavo Collante |
| 25 | OB   | Renzo Alfani     |
| 26 | OB   | Fabio Agurto     |
| 27 | OB   | Iván Santillán   |
| 28 | NA   | Jack Durán       |
| 29 | PO   | Anderson Guevara |
| 30 | PO   | José Soto        |
| 31 | OB   | Jorge Toledo     |
| 37 | PO   | Álvaro Rojas     |
| 80 | PO   | Gustavo Machado  |